# Cecidomyia magna
Cecidomyia magna är en tvåvingeart som först beskrevs av Möhn 1955.  Cecidomyia magna ingår i släktet Cecidomyia och familjen gallmyggor. Inga underarter finns listade i Catalogue of Life.